# Paul Baloff
Paul Baloff (Oakland, 25 aprile 1960 – Oakland, 2 febbraio 2002) è stato un cantante statunitense.

## Biografia
Fu il secondo cantante del gruppo musicale thrash metal statunitense Exodus, se si conta l'esperienza del batterista Tom Hunting alla voce.
Fu scelto dal chitarrista Kirk Hammett nel 1983, durante una festa a Berkeley: quando Hammett chiese a Baloff se ascoltasse UFO e Iron Maiden, egli gli intonò Rock Bottom e Hammett capì che era la persona giusta. Cantò i brani del demo degli Exodus del 1982, del primo album in studio Bonded by Blood (1985), della raccolta Lessons in Violence (1992) e dell'album dal vivo Another Lesson in Violence (1997). Lasciò il gruppo nel 1986 sotto la pressione degli altri componenti, causa eccessivo abuso di droghe, militò così in altre formazioni thrash metal come Heathen, Hirax, Piranha e Spastik Children.
Nel 1997 tornò negli Exodus, riunitisi in seguito al primo scioglimento degli stessi, per un tour a cui seguì la pubblicazione dell'album dal vivo Another Lesson in Violence. A causa dello scarso successo del tour, il gruppo si sciolse una seconda volta.
Baloff viene ricordato come un'icona del thrash metal e più in generale del metal, non tanto per le capacità vocali, quanto per il suo atteggiamento carismatico, in quanto riusciva a incitare il pubblico come pochi altri suoi omologhi, delle volte ridicolizzando chi non si lasciava trasportare dall'euforia, come Hammett stesso ricorda riguardo all'esperienza di membro-fondatore degli Exodus.

### La morte
Il 31 gennaio 2002 Baloff uscì di casa per fare un giro in bicicletta, ma concluso il giro tornò a casa e si sentì male. Il cantante entrò in coma irreversibile per un ictus (causa del dolore) e fu ricoverato al Highland Hospital di Oakland. La scelta di staccare la spina fu presa il 2 febbraio 2002 dagli stessi componenti degli Exodus e da alcuni amici, dopo il consenso dell'unico familiare conosciuto.